# 糙喙薹草
糙喙薹草（学名：Carex scabrirostris）为莎草科薹草属的植物，是中国的特有植物。分布于中国大陆的西藏、四川、青海、甘肃、陕西等地，生长于海拔3,000米至4,550米的地区，一般生于沼泽化湿地上、高山草甸以及云杉林下，目前尚未由人工引种栽培。